# Eglofsdorf

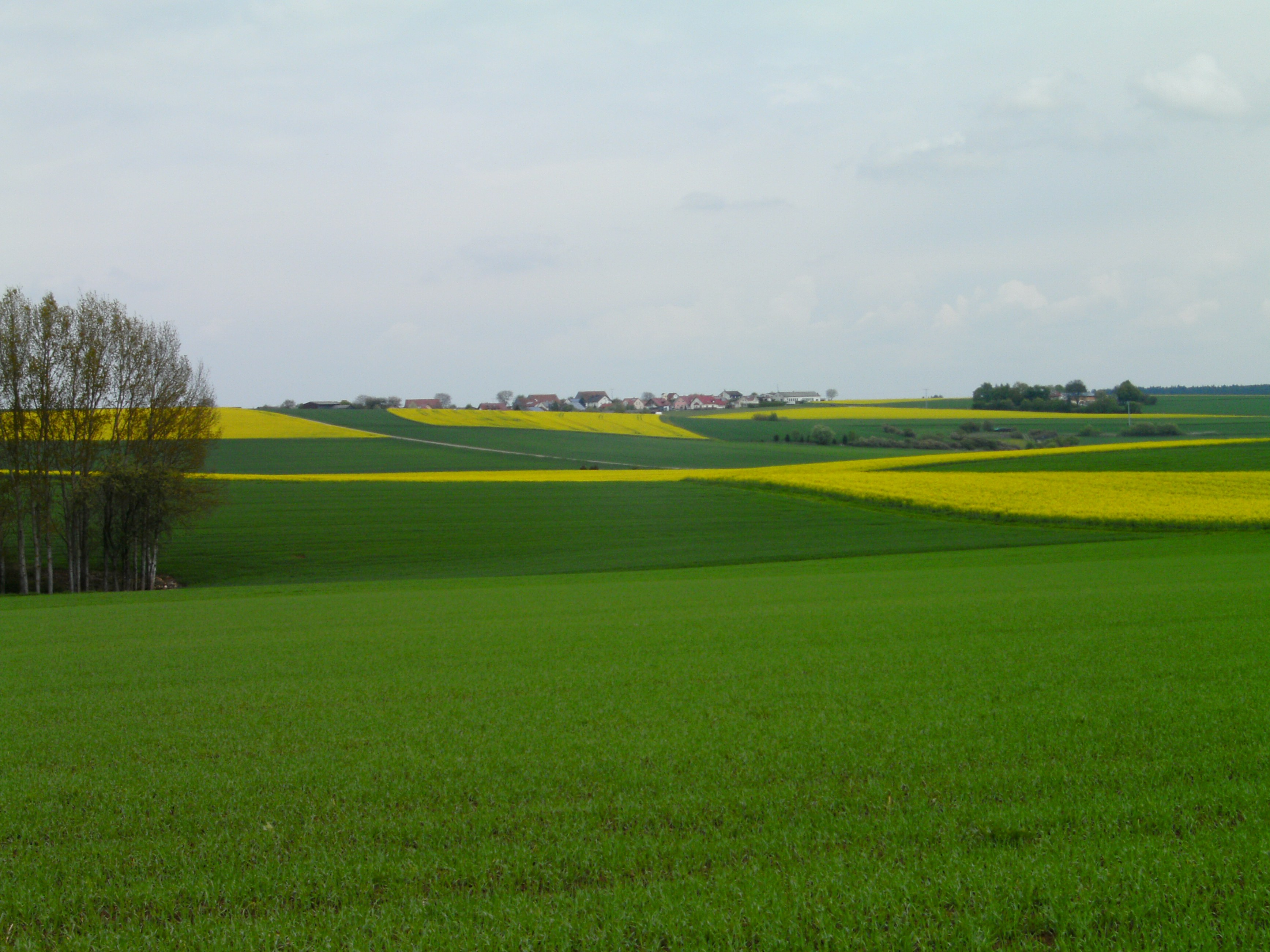
Eglofsdorf in der Flur

Eglofsdorf ist ein Ortsteil der Stadt Beilngries im oberbayerischen Landkreis Eichstätt.

## Lage
Das Kirchdorf liegt südlich des Altmühltales auf der Hochfläche der Südlichen Frankenalb im Naturpark Altmühltal an der B 299.

## Geschichte
Eine erste urkundliche Erwähnung von „Eylungsdorf“ (Dorf des Eylung/Agilung oder Egilolf) stammt aus dem frühen 14. Jahrhundert: 1305 wurde der Ort in der Auseinandersetzung um die Hirschberger Erbschaft nach dem Aussterben der Grafen von Hirschberg mit Graf Gebhard VII. 1305 dem Hochstift Eichstätt zugesprochen. Dieses vergab die Höfe als Lehen. Lehenempfänger waren unter anderem Leonhard Attenfelder zu Kirchanhausen (1384 zwei Lehen), die Baiersdorfer (1446–1469) und die Schenken von Töging (wahrscheinlich nur Feldlehen). Eine Güterbeschreibung von 1644 nennt neben dem Edelmannslehen viel bäuerlichen Eigenbesitz. Auch die Schule zu Beilngries und die dortige Stadtschreiberei sind zu diesem Zeitpunkt Grundbesitzer in Eglofsdorf. Abgaben verschiedener Höfe gingen nach dieser Beschreibung an die Kirche in Amtmannsdorf, an die Kirche in Ottmaring (heute Ortsteil von Dietfurt an der Altmühl), an die Pfarrei Kottingwörth und an die Pfarrei Dietfurt an der Altmühl. Zwei Beilngrieser Bürger hatten im Dorf ein Anwesen; vier Eglofsdorfer Bauern (Endres Schauer, Hans Kluy, Michael Dinkner und Georg Beck) verfügten ebenfalls über großen Eigenbesitz, den sie wahrscheinlich vom Adelsbesitz angekauft hatten. Ende des 18. Jahrhunderts gab es im Ort circa 20 Haushalte, die zur Ehehaft Kottingwörth gehörten. Bis zur Errichtung der Pfarrei Paulushofen 1792 gehörte Eglofsdorf zur Urpfarrei Kottingwörth.
Im Zuge der Säkularisation kam das untere Hochstift, zu dem auch Eglofsdorf gehörte, 1802 an Großherzog Erzherzog Ferdinand III. von Toskana und 1806 an das Königreich Bayern. Ab 1810 gehörte die eigenständige Gemeinde Eglofsdorf zum Oberdonaukreis mit der Hauptstadt Eichstätt, ab 1817 zum Regenkreis und der Hauptstadt Regensburg. Ab 1838 gehörte der Bezirk Beilngries und mit ihm Eglofsdorf zum Kreis Mittelfranken mit der Hauptstadt Ansbach.
Von 1960 bis 1964 wurde eine Flurbereinigung durchgeführt. Mit der bayerischen Gebietsreform schloss sich der Ort am 1. Januar 1972 der Stadt Beilngries an. 1983 wurden bei 109 Einwohnern 22 landwirtschaftliche Betriebe gezählt.

## Katholische Kirche St. Martin
Die Kirche St. Martin wurde unter Benutzung des romanischen Turmes einer mittelalterlichen Vorgängerkirche wohl im 17. Jahrhundert neu gebaut. Der Turm im Osten der Kirche wirkt vergleichsweise gedrungen; zwischen zwei Treppengiebeln befindet sich ein Satteldach, auf dem aus glasierten Ziegeln ein Kreuz gebildet ist. Eine Glocke wurde 1706, zwei weitere 1957 gegossen. Im Chor findet man ein nachromanisch eingebautes Kreuzgewölbe, während das Langhaus flachgedeckt ist (Deckengemälde von 1954 von Michael Weingartner aus Pfaffenhofen an der Ilm, Maria als Himmelskönigin mit den Eichstätter Diözesanheiligen Willibald und Walburga zeigend). Im Chor steht ein zweisäuliger Altar von 1700 bis 1720 mit einem Altarbild von 1909 von Franz Hartmann, München, im Nazarenerstil, das den Kirchenpatron in römischer Rüstung und mantelspendend zeigt. Der Tabernakel ist im Neurokokostil gestaltet, der barocke Vorgänger steht in der Sakristei. Im Langhaus findet man rechts neben dem Chor eine gotische Mondsichelmadonna aus Holz (um 1500). Gegenüber auf der linken Seite teilt der hl. Martin mit einem Bettler seinen Mantel (Holzfigur vom Ende des 15. Jahrhunderts). Der Kreuzweg (Öl auf Leinwand) ist im Rokoko entstanden (1780–1799). Weitere Holzfiguren im Kirchenschiff sind dem Barock bzw. Rokoko zuzurechnen. – Südlich der Kirche stand bis 1960 eine Seelenkapelle des 17. oder 18. Jahrhunderts, Martinskapelle genannt. Es heißt bei Hofmann/Mager: „Die Kirche mit der Seelenkapelle im Vordergrunde, von Obstbäumen umgeben, bietet ein sehr malerisches Bild.“ (S. 62) 1925 bis 1969 stand in der Kirche eine von Maximilian Bittner aus Hilpoltstein erbaute und von Kirchbuch übernommene Orgel, die seit 2011 renoviert in der Ingolstädter Spitalkirche erklingt.

## Vereine
- Freiwillige Feuerwehr
- Krieger- und Kameradenverein Amtmannsdorf/Eglofsdorf